# FinFisher
FinFisher, ook bekend als FinSpy, is malware ontwikkeld door Gamma International. Het werd verkocht aan regeringen van 36 verschillende landen om de activiteiten van computergebruikers te controleren. Gamma International is een onderdeel van het Duits-Britse bedrijf Gamma Group. De spyware is oorspronkelijk ontworpen om te helpen met strafrechtelijke onderzoeken, maar er zijn meldingen dat het niet enkel en alleen gebruikt is om criminelen op te sporen. De spyware bestaat uit een pakket met offensieve technieken zoals het afluisteren op afstand, infecteren en controleren van computers en smartphones en het meelezen van verzonden en ontvangen berichten.

## Doelen
De huidige doelstellingen van FinFisher zijn onder andere:
- Inbreken in een WPA-codering en om zo toegang te krijgen tot draadloze netwerken.
- Verder kan het gebruikt worden voor het controleren of bespioneren van activiteiten op sociaalnetwerkaccounts en of webmails.
- Bovendien kan FinFisher ook gebruikt worden voor het stelen van wachtwoorden en andere online-accountinformatie.
- Tot slot kan men het ook gebruiken om verborgen netwerken te ontdekken en toegang te krijgen tot alle bluetooth-apparaten.

## Soorten onderdelen
- Fin USB is een kleine USB-stick die speciaal ontworpen is om gebruikersnamen en wachtwoorden te hacken. Ook kan men met de Fin USB de laatst geopende of gewijzigde bestanden stelen. De spyware verzamelt in enkele seconden de geschiedenis van de bezochte sites, instant messages en de inhoud van de prullenbak.
- Met FinIntrusion Kit kunnen de beveiligingsmethodes van draadloze netwerken zoals wifi worden doorbroken. Alsook personen die gebruikmaken van SSL lopen het risico om gehackt te worden.
- FinSpy is een professioneel Trojaans paard dat gebruikt wordt om doelwitten te observeren die regelmatig reizen en om hun communicatie te versleutelen. Het paard werkt op alle grote besturingssystemen en wordt door de veertig meest gebruikte virusscanners niet herkend. Alle communicatie kan actueel worden afgeluisterd. FinSpy Mobile is de mobiele versie voor met Android, Blackberry, iOS en Windows Phone.
- De mobiele versie van FinSpy luistert alle typen smartphones en tablets af, zelfs als de communicatie is versleuteld. Alle gegevens die op de mobiele telefoon staan zoals contacten, foto's, kalenders of bestanden zijn toegankelijk. Ook is de geografische locatie van het apparaat op elk tijdstip bekend.
- FinFly Web is een instrument om een webpagina te maken waardoor de computers van alle bezoekers met de spyware worden besmet.[3]